# Elezioni europee del 1989 in Grecia
Le elezioni europee del 1989 in Grecia si tennero il 18 giugno in concomitanza con le elezioni parlamentari.

## Risultati
| Liste  | Liste                                                            | Gruppo   | Voti      | %     | Seggi |
| ------ | ---------------------------------------------------------------- | -------- | --------- | ----- | ----- |
|        | Nuova Democrazia                                                 | PPE      | 2.659.435 | 40,41 | 10    |
|        | Movimento Socialista Panellenico                                 | SOC      | 2.366.460 | 35,96 | 9     |
|        | Synaspismós • Partito Comunista di Grecia • Sinistra Greca       | - CG GUE | 941.913   | 14,31 | 4 3 1 |
|        | Rinnovamento Democratico                                         | ADE      | 89.811    | 1,36  | 1     |
|        | Unione Politica Nazionale                                        | -        | 77.095    | 1,16  | -     |
|        | Ecologisti Alternativi                                           | -        | 72.826    | 1,11  | -     |
|        | Movimento Ecologico Democratico Greco                            | -        | 69.429    | 1,05  | -     |
|        | Partito Socialista Greco                                         | -        | 43.654    | 0,66  | -     |
|        | Partito Comunista di Grecia dell'Interno - Sinistra Rinnovatrice | -        | 41.790    | 0,63  | -     |
|        | Movimento Radicale Greco                                         | -        | 40.816    | 0,62  | -     |
|        | Movimento Ecologico Rinascimento Politico                        | -        | 27.786    | 0,42  | -     |
|        | Democrazia Cristiana                                             | -        | 27.208    | 0,41  | -     |
|        | Partito dei Liberali                                             | -        | 26.181    | 0,40  | -     |
|        | Democrazia Diretta                                               | -        | 25.170    | 0,38  | -     |
|        | Unione del Centro Democratico                                    | -        | 18.399    | 0,28  | -     |
|        | Movimento Nazionalista Unito                                     | -        | 15.555    | 0,24  | -     |
|        | Nuovi Politici                                                   | -        | 11.562    | 0,18  | -     |
|        | Movimento Economico Europeo                                      | -        | 8.275     | 0,13  | -     |
|        | Movimento Autonomo di Politica Rivoluzionaria                    | -        | 7.273     | 0,11  | -     |
|        | Unione dei Produttori di Beni di Consumo di Grecia               | -        | 6.948     | 0,11  | -     |
|        | Partito dei Combattenti Nazionali                                | -        | 3.655     | 0,06  | -     |
| Totale | Totale                                                           | Totale   | 6.581.241 |       | 24    |

- I 3 seggi attribuiti a Synaspismós sono stati così ripartiti: 3 Partito Comunista di Grecia (Coalizione delle Sinistre), 1 Sinistra Greca (Sinistra Unitaria Europea).